# Star Air Cargo
Star Air Cargo — южноафриканская грузовая авиакомпания со штаб-квартирой в Йоханнесбурге (ЮАР).

## Флот
По состоянию на 21 декабря 2008 года воздушный флот авиакомпании Star Air Cargo составляли следующие самолёты:
- 2 Boeing 737—200 (один самолёт работает под фрахтом в авиакомпании Air Charter Africa)